# Commerce (Kalifornija)
Commerce je grad u američkoj saveznoj državi Kalifornija. Prema popisu stanovništva iz 2010. u njemu je živjelo 12,823 stanovnika.